# Frederic C. Howe
Frederic Clemson Howe, né le 21 novembre 1867 à Meadville en Pennsylvanie et mort le 3 août 1940 à Oak Bluffs sur l'île de Martha's Vineyard, Massachusetts, était un homme politique américain. Il fut docteur en droit à l'université Johns-Hopkins en 1892 avant de devenir le sénateur de l'Ohio de 1906 à 1909. C'est à cette époque qu'il écrivit The Confessions of a Monopolist en 1906, livre dans lequel il écrit les moyens qui lui ont permis de réussir en politique, ainsi que l'utilité de la politique pour les capitalistes. Il fut également le commissaire de l'immigration du port de New York de 1914 à 1919.

## Biographie
Frederic C. Howe épouse Marie Jenney (fondatrice du groupe féministe Heterodoxy) en 1904.

## Œuvres

### Confessions of a Monopolist
L'ouvrage est publié en 1906. Pour l'auteur les principales compétences que doit posséder un homme d'affaires ne sont pas des compétences entrepreneuriales, mais ce sont avant tout des compétences politiques. L'homme d'affaires doit en effet être capable de manipuler le système et les acteurs politiques afin d'en tirer profit. Ceci sous-entend que les principaux acteurs économiques depuis le XIXe siècle, comme les Rockefeller, n'ont pas construit leur fortune par le système économique, mais grâce au système politique. L'auteur veut également montrer que la politique, comme le droit, sont indispensables à l'existence d'entreprises monopolistiques.

### Autres oeuvres
- The City: the Hope of Democracy (1905) Verion consultable en anglais
- Wisconsin: An Experiment in Democracy (1912) Version partielle consultable en anglais
- The Modern City and Its Problems (1915) Version partielle consultable en anglais
- Denmark—a Cooperative Commonwealth (1921) Version partielle consultable en anglais
- The Confessions of a Reformer (1925) Version partielle consultable en anglais